# 山中温泉大土町
座標: 北緯36度14分00秒 東経136度28分17秒 / 北緯36.233412度 東経136.471497度
山中温泉大土町（やまなかおんせんおおづちまち）は、石川県加賀市にある町字。加賀市加賀東谷重要伝統的建造物群保存地区の一部にあたる。

## 歴史
近世から昭和前期にかけて製炭業で繁栄し、江戸時代には大聖寺藩に炭を納めていた。
明治初期の最盛期には46戸の集落であったが、1894年（明治27年）から1902年(明治35年）にかけて、北海道開拓加賀団体として、24世帯が北海道石狩市花畔に集団移住した。

## 大火
1938年（昭和13年）5月22日には、たき火が火元となる火災が発生し、住居21棟、土蔵13棟、寝屋6棟が全焼し、集落は焼け野原と化した。被害額は、当時の貨幣価値で約25,000円となった。1938年から1940年の間に、2名の大工によって現存の住居10棟が建てられる。この時に、茅葺き屋根から赤瓦の屋根に替わり、建物内部の部材には漆が塗られるようになった。
2003年から大火を記念した復興祭が行われている。また、2006年5月21日に開かれた復興祭では住民の他、県内外から元住民を含めた100人以上が参加した。

## 地理
石川県加賀市、小松市と福井県勝山市にまたがる大日山の麓から流れる動橋川と杉水川沿いに位置する旧山中町東谷地区の集落のうち、一番上流に位置する山奥の狭隘な集落である。昔から積雪量が多く冬季は孤立することもある。
隣の今立町との境界を決めるときに、両集落の肝煎が相談して、朝起きて歩き出して出会ったところにすることにしたが、今立の肝煎が早起きしたのに対し、大土の肝煎は朝寝坊をしてしまったため、大土の土地は甚だ狭くなったとの伝承が残っている。

## 文化・暮らし
2011年（平成23年）11月29日には、周辺集落を含めた4地区が加賀市加賀東谷伝統的建造物群保存地区に指定された。
2015年（平成27年）からは、建造物群と自然を生かす形で、住民と国際ワークキャンプ団体の協働事業として農業体験などを行う事業を実施し、延べ23カ国300人以上が参加した。
2022年11月3日にはウィキペディア編集・執筆ワークショップ「ウィキペディアタウン」が開催された。

## 交通
石川県道153号我谷今立塔尾線と接続している加賀市道今立大土線を経由して集落に入る。